# オール・アバウト・マイ・マザー
『オール・アバウト・マイ・マザー』（原題：Todo sobre mi madre, 英題：All About My Mother）は、1999年製作のスペイン映画である。ペドロ・アルモドバル監督・脚本。
1999年のアカデミー外国語映画賞を受賞している。2003年以降、スティーヴン・シュナイダーの『死ぬまでに観たい映画1001本』に掲載されている。

## ストーリー
マドリードに住む移植コーディネーターのマヌエラは、作家志望の息子・エステバンを女手一つで育ててきた。エステバンの誕生日、二人は『欲望という名の電車』の舞台を観に行く。そして、マヌエラが息子に今まで話さなかった父のことを話そうと決心したとき、エステバンは舞台の主演だった大女優ウマ・ロッホにサインをもらおうとして車にはねられ、そのまま亡くなってしまう。
息子の死を行方不明となっている父に伝えるため、バルセロナへ旅立ったマヌエラは、ひょんなことから息子の死の原因となったウマの付き人になる。バルセロナでマヌエラは、ウマのレズビアンの恋人で麻薬中毒の若手女優・ニナ、明るいトランスジェンダーのセックスワーカーであるアグラード、エイズを抱えて妊娠した純朴なシスター・ロサ、その母親でボケの進んだ夫に手を焼く厳格な贋作画家、そして、今では「ロラ」という名の女性となりロサにエイズをうつした、息子と同名の元夫といった様々な女性たちと出会い、やがて人生への希望を取り戻していく。

## キャスト
| 役名           | 俳優                             | 日本語吹替 |
| -------------- | -------------------------------- | ---------- |
| マヌエラ       | セシリア・ロス                   | 塩田朋子   |
| ウマ・ロッホ   | マリサ・パレデス                 | 鈴木弘子   |
| シスター・ロサ | ペネロペ・クルス                 | 野々村のん |
| アグラード     | アントニア・サン・フアン         | 原康義     |
| ニナ           | カンデラ・ペニャ                 | 阿部桐子   |
| ロサの母       | ロサ・マリア・サルダ             | 小宮和枝   |
| ロサの父       | フェルナンド・フェルナン・ゴメス |            |
| エステバン     | エロイ・アソリン                 | 川島得愛   |
| ロラ           | トニ・カント                     | 森田順平   |

- その他の日本語吹き替え：桐本琢也／滝沢ロコ／野沢由香里／伊井篤史／小池浩司／落合るみ／根本泰彦／伊藤栄次／堀部隆一／入江崇史／定岡小百合

## 受賞歴
- アカデミー外国語映画賞
- カンヌ国際映画祭 監督賞
- ゴールデングローブ賞 外国語映画賞
- ニューヨーク映画批評家協会賞 外国映画賞
- ロサンゼルス映画批評家協会賞 外国映画賞
- 英国アカデミー賞 監督賞、外国語映画賞
- ヨーロッパ映画賞 作品賞、女優賞
- クリティクス・チョイス・ムービー・アワード 外国語映画賞
- セザール賞 外国映画賞

## 評価
映画評論家のおすぎが生涯のベスト1映画として挙げている。